# Amt Ortrand
Het Amt Ortrand is een samenwerkingsverband van zes gemeenten in het Landkreis Oberspreewald-Lausitz in de Duitse deelstaat Brandenburg. Het amt telt 5.993 inwoners. Het bestuurscentrum is gevestigd in de stad Ortrand.

## Gemeenten
Het amt omvat de volgende gemeenten:
1. Frauendorf (783)
2. Großkmehlen (1255)
3. Kroppen Kropnja, (759)
4. Lindenau (757)
5. Ortrand, stad (2370)
6. Tettau Tejow, (841)

Altdöbern ·
Bronkow ·
Calau ·
Frauendorf ·
Großkmehlen ·
Großräschen ·
Grünewald ·
Guteborn ·
Hermsdorf ·
Hohenbocka ·
Kroppen ·
Lauchhammer ·
Lindenau ·
Lübbenau ·
Luckaitztal ·
Neu-Seeland ·
Neupetershain ·
Ortrand ·
Ruhland ·
Schipkau ·
Schwarzbach ·
Schwarzheide ·
Senftenberg ·
Tettau ·
Vetschau/Spreewald